# Bajoveltic
Bajoveltic es una localidad del municipio de Larráinzar ubicado en la región de Los Altos del estado mexicano de Chiapas.

## Geografía
La localidad de Bajoveltic se sitúa en las coordenadas geográficas 16°57′42″N 92°46′53″O / 16.961667, -92.781389, a una elevación de 1499 metros sobre el nivel del mar.

## Demografía
Según el Censo de Población y Vivienda 2020, efectuado por el Instituto Nacional de Estadística y Geografía, la localidad de Bajoveltic tiene 366 habitantes, de los cuales 176 son del sexo masculino y 190 del sexo femenino. Su tasa de fecundidad es de 2.79 hijos por mujer y tiene 80 viviendas particulares habitadas.
| Gráfica de evolución demográfica de Bajoveltic entre 1910 y 2020 |
|                                                                  |
| INEGI.                                                           |